# 中国囲棋協会
中国囲棋協会（ちゅうごくいききょうかい）は、中国の囲碁の組織。プロの囲碁棋士が所属し、囲碁普及活動や、棋士の育成、棋戦などを行う。英語名はChinese Weiqi Association。

## 歴史

### 成立期
現代中国（中華人民共和国）では囲碁は体育省の管轄となり、国家体育運動委により学校教育なども含めて普及、教育の活動が行われ、副首相の陳毅や強豪の過惕生らがこれを推し進めた。1956年に全国囲碁模範試合を開催、1957年に囲碁規則の制定など、組織的な活動が行われ始める。1959年には地域毎の合宿訓連隊、1961年に国家集中訓練隊を組織。また1957年からは全国個人戦が始まり、第1回には過惕生が優勝、1960年代には陳祖徳らが活躍する。1962年に中国囲棋協会となり、名誉主席に陳毅、主席に国家体育委副主任の李夢華が就く。1964年には段位制を開始し、初段から五段までを認定、過惕生、陳祖徳、呉淞笙、劉棣懐の4人が五段となる。対外的には1960年から日中囲碁交流なども行われ、陳祖徳が日本の九段からも勝利を挙げるほどにレベルアップする。1963年には陳毅に日本棋院と関西棋院から名誉七段が贈られた。

### プロ化と発展
文革が始まると各種の囲碁の活動は中断し、国家集中訓練隊は解散、陳祖徳らも下放される。訓練隊は1972年に復活、中断していた日中囲碁交流も1973年に再開した。また1972年の陳毅死去後は、国務院副総理の方毅が名誉主席に就く。1978年から「新体育教育」誌後援の新体育杯が開始され、聶衛平がトップ棋士として活躍し始める。聶は日中囲碁交流でも好成績を挙げ、1979年の第1回世界アマチュア囲碁選手権戦で優勝して、実力を世界に知らしめる。1982年にプロ（専業棋手）制度と新たな段位制度を開始し、それまで実績のあった陳祖徳、呉淞笙、聶衛平の3人を九段として認定。陳、呉、聶の3名は1983年に国家体育委より体育運動栄誉章を贈られた。1984年から始まった日中スーパー囲碁では、聶などの活躍で第1回から3回まで3連勝するなど、日本に対しても引けを取らないレベルに達したことが示された。
1986年には国家少年隊を組織し、有望な少年を北京に集めての訓練を行う。この第1期生は常昊、周鶴洋、羅洗河、王磊らで、その後も中国囲碁界の中核を担う棋士を育成している。

### 現在
現在は、1992年に設立された中国棋院が、囲碁、シャンチー（中国象棋）、チェス、連珠、麻雀、コントラクトブリッジなどのゲームを統括し、棋戦を実施している。1995年には馬暁春が、東洋証券杯世界選手権戦と富士通杯の、二つの世界選手権に優勝。また1995年には点数制を開始し、棋士のランキングが作られるようになった（そのうち、囲碁棋士のランキングは中国囲棋棋手排名を参照）。1998年には中国初の世界選手権として、春蘭杯世界囲碁選手権戦を創設。1999年に開始された中国囲棋甲級リーグ戦・乙級リーグ戦には、韓国・台湾・日本の棋士も参加して行われる。2000年にLG杯世界棋王戦に優勝した兪斌は、この年の全国優秀運動員十傑にも選ばれた。2017年に柯潔との三番勝負（AlphaGo対柯潔）で3局全勝を挙げた人工知能のAlphaGoにプロの名誉九段を授与した。

## 制度・組織
最高機構として全国委員会、執行機関として常務委員会、日常業務に事務局を置く。
地域には、北京、上海、天津に特別市分会、及び各省分会、自治区分会、解放軍分会を置き、各分会の下に文化宮、青年宮、少年宮、業余（アマチュア）学校、運動学校がある。また各地に囲棋協会を置き、個々に段位の認定を行うが、五段以上の段位は中国囲棋協会でのみ認定できる。
- 主席 王汝南、顧問　陳祖徳、副主席 聶衛平、華以剛、羅建文、他。副主席は、実運営に関わる人以外に、各地の名士が名誉職として就任することがある。

| 代 | 主席   | 任期              |
| 1  | 李夢華 | 1962.11 - 1988.4  |
| 2  | 陳祖徳 | 1988.4 - 2006.11  |
| 3  | 王汝南 | 2006.11 - 2017.12 |
| 4  | 林建超 | 2017.12 - 2023.7  |
| ５ | 常昊   | 2023.7 - 今       |